# Kiko Herrero
 (novembre 2020).
Œuvres principales
Sauve qui Peut Madrid (POL) et El Clinico (POL)
Kiko Herrero, né à Madrid en 1962, est un écrivain espagnol de langue française.

## Biographie
Kiko Herrero étudie au lycée français de Madrid puis quitte ses études universitaires pour partir faire l’armée au Maroc espagnol. À son retour, il parcourt de long en large la péninsule ibérique puis travaille dans la salle Rock-Ola, temple de la Movida madrilène.
En 1985 il s’exile volontairement à Paris où, après quelques années de bohème et de petits boulots en tout genre, il trouve du travail dans le cinéma et le théâtre. 
Au début des années 1990, avec Cyril Moulinié et le collectif L'Oligophrène fatal, il dirige et produit des performances et des spectacles musicaux. 
De 1996 à 2019, avec Serge Ramon, il fonde et dirige la Galerie ÉOF, espace d'expositions pluridisciplinaire dans le quartier des Grands Boulevards, à Paris. ÉOF aborde l'évolution des formes artistiques en adoptant une démarche transversale qui témoigne des échanges entre les différents domaines de l’art contemporain, cinéma, musique, littérature…
Il publie en français en 2014 son premier roman, ¡Sauve qui peut Madrid! chez P.O.L puis, en 2018, toujours chez P.O.L, paraît El Clinico. Les deux œuvres ont été publiées en espagnol par les éditions Sexto Piso et Dosmanos.
En 2019, il est coordinateur en France du « 80e anniversaire de l'exil républicain espagnol » pour le Département de mémoire historique du gouvernement espagnol. 

## Œuvres
- Kiko Herrero, ¡Sauve qui peut Madrid!, Paris, Éditions P.O.L, 2014, 280 p. (ISBN 9782818021408, OCLC 1028466059)
- Kiko Herrero, El clínico : roman, Paris, Éditions P.O.L, 2018, 215 p. (ISBN 9782818045596, OCLC 1030779684)